# Lac Towuti
Le lac Towuti (en indonésien Danau Towuti) est situé dans la province de Sulawesi du Sud dans l'île de Sulawesi en Indonésie. C'est l'un des cinq lacs du système de lacs de Malili.